# 歐洲理事會議員大會
歐洲理事會議員大會（英語：Parliamentary Assembly of the Council of Europe，简称PACE）是欧洲委员会的议会分支，是一个由47个国家组成的国际组织，致力于维护人权、民主和法治，除欧盟成员国外，该组织还包含土耳其等国家，负责监督欧洲人权法院。第一次大会于1949年在法国斯特拉斯堡召开。2013年，设立哈维尔人权奖，以表彰在欧洲及其他地区人权领域做出突出贡献的个人或非政府组织。

## 扩展阅读
- Le Conseil de l'Europe, Jean-Louis Burban, publisher Presses universitaires de France, collection « Que sais-je ? », n° 885.